# Вайбо (округ, Монтана)
Шаблон:StateAbbr_ 46°58′ пн. ш. 104°15′ зх. д. / 46.96° пн. ш. 104.25° зх. д.
Округ  Вайбо (англ. Wibaux County) — округ (графство) у штаті  Монтана, США. Ідентифікатор округу 30109.

## Історія
Округ утворений 1914 року.

## Демографія
За даними перепису 
2000 року 
загальне населення округу становило 1068 осіб, усе сільське.
Серед мешканців округу чоловіків було 513, а жінок — 555. В окрузі було 421 домогосподарство, 287 родин, які мешкали в 587 будинках.
Середній розмір родини становив 3,02.
Віковий розподіл населення поданий у таблиці:
| Стать    | До 15 років | 15-21 | 22-29 | 30-39 | 40-49 | 50-65 | 65-85 | Понад 85 |
| -------- | ----------- | ----- | ----- | ----- | ----- | ----- | ----- | -------- |
| Чоловіки | 95          | 54    | 29    | 59    | 92    | 89    | 83    | 12       |
| Жінки    | 119         | 45    | 31    | 65    | 76    | 84    | 105   | 30       |

## Суміжні округи
- Ричленд — північ
- Маккензі, Північна Дакота — північний схід
- Голден-Веллі, Північна Дакота — схід
- Феллон — південь
- Прері — захід
- Доусон — північний захід

## Виноски
1. ↑  US Decennial Census. US Census Bureau. Архів оригіналу за 19 липня 2018. Процитовано 30 листопада 2014.
2. ↑  Historical Census Browser. University of Virginia Library. Архів оригіналу за 11 серпня 2012. Процитовано 30 листопада 2014.
3. ↑  Population of Counties by Decennial Census: 1900 to 1990. US Census Bureau. Архів оригіналу за 22 вересня 2018. Процитовано 30 листопада 2014.
4. ↑  Census 2000 PHC-T-4. Ranking Tables for Counties: 1990 and 2000 (PDF). US Census Bureau. Архів оригіналу (PDF) за 18 грудня 2014. Процитовано 30 листопада 2014.
5. ↑  State & County QuickFacts. US Census Bureau. Архів оригіналу за 5 вересня 2015. Процитовано 16 вересня 2013.(англ.) Наведено за англійською вікіпедією.
6. ↑  American FactFinder. Бюро перепису населення США. Архів оригіналу за 26 лютого 2012. Процитовано 31 січня 2008.

| США | Це незавершена стаття з географії США. Ви можете допомогти проєкту, виправивши або дописавши її. |